# Pamela Rai
Pamela Rai (New Westminster, 29 marzo 1966) è un'ex nuotatrice canadese.
Specializzata nello stile libero ha vinto la medaglia di bronzo nella staffetta 4 × 100 m misti alle Olimpiadi di Los Angeles 1984.

## Palmarès
- Olimpiadi

Los Angeles 1984: bronzo nella staffetta 4 × 100 m misti.